# Marginulininae
Marginulininae es una subfamilia de foraminíferos bentónicos de la familia Vaginulinidae, de la superfamilia Nodosarioidea, del suborden Lagenina y del orden Lagenida. Su rango cronoestratigráfico abarca desde el Rhaetiense (Triásico superior) hasta la Actualidad.

## Discusión
Algunas clasificaciones incluyen Marginulininae en la Familia Marginulinidae.

## Clasificación
Marginulininae incluye a los siguientes géneros:
- Amphicoryna
- Astacolus
- Hemirobulina
- Marginulina
- Menkenina †
- Prismatomorphia
- Vaginulinopsis

Otros géneros considerados en Marginulininae son:
- Buccinina, aceptado como Marginulina
- Chrysolus, aceptado como Astacolus
- Cochlidion, aceptado como Astacolus
- Crepidulina, aceptado como Astacolus
- Ellipsomarginulina, aceptado como Marginulina
- Enantioamphicoryna, considerado sinónimo posterior de Marginulina
- Enantiomarginulina, aceptado como Hemirobulina
- Enantiovaginulina, aceptado como Astacolus
- Eomarginulinella
- Hemicristellaria, aceptado como Hemirobulina
- Marginulinella, aceptado como Marginulina
- Nodosariopsis, aceptado como Amphicoryna
- Periples, considerado subgénero de Astacolus, Astacolus (Periples), de estatus incierto
- Plesiocorine, aceptado como Amphicoryna
- Polymorphinoides, aceptado como Astacolus
- Pseudodimorphina, aceptado como Hemirobulina
- Sacculariella, considerado sinónimo posterior de Astacolus
- Vaginuloglandulina, aceptado como Amphicoryna